# Stars and Stripes (EP)
Stars and Stripes är en EP av reggaebandet Soldiers of Jah Army (SOJA) som utkom 2008. Skivan innehåller tre nya låtar och tre omarbetade versioner av tidigare utgivna låtar.

## Låtlista
1. Stars and Stripes
2. To Whom It May Concern
3. Bleed Through
4. You Don't Know Me 2008
5. Revolution Cry 2008
6. Be Aware 2008